# 阿夕拉斯
阿夕拉斯（Athelas）是托爾金（J. R. R. Tolkien）小說裡中土大陸的一種虛構藥草，又稱為王之劍或阿夕亞阿蘭尼安（Asëa Aranion），起源於努曼諾爾。主要療效是治療黑之吹息的症狀及魔古爾劍造成的傷害，可直接敷在傷患處（有時須將藥草搗爛）或將藥草浸在熱水，使之可散發舒適的氣息。

## 事蹟
阿夕拉斯是由努曼諾爾人引入中土大陸的。這種藥草生長在灌木叢之中。到第三紀元末，只有北方遊俠知道這藥草的治療效用，不過在剛鐸仍有些老人將它泡水治頭痛。據剛鐸的傳說指，這藥草在君王的手中時特別有效，也許是因為阿夕拉斯是王族的精靈遺棄。
《魔戒現身》裡人皇後裔亞拉岡就曾數度用阿夕拉斯為受傷的哈比人佛羅多治療。在其後的《王者再臨》裡，帕蘭諾平原戰役結束後，亞拉岡突然抵達米那斯提力斯，用阿夕拉斯治愈了包括法拉墨、伊歐玟和梅里雅達克在內的受戒靈黑之吹息感染之人，這使他的聲望提高，有利於他繼承王位。
敍事長詩「露西安的歌謠」內，胡安（Huan）及露西安曾用阿夕拉斯搶救重傷的貝倫。這與《魔戒》所說的這藥草由努曼諾爾人引入有矛盾，或許托爾金在後來經過修改，又或者阿夕拉斯出長在貝爾蘭，在貝爾蘭陸沉之後，由努曼諾爾人在第二紀元將阿夕拉斯帶到中土大陸。

## 改編
在彼得·傑克森執導的電影《魔戒首部曲：魔戒現身》和《魔戒三部曲：王者再臨》，均有呈現了亞拉岡使用阿夕拉斯治療的片段。
而在魔戒前傳哈比人電影系列中，阿夕拉斯被長湖鎮居民作為餵豬的飼料，女精靈陶烈兒（Tauriel）使用該藥草治癒了矮人奇力腿部的箭傷。